# Marzia (Beccafumi)
Marzia è un dipinto di Domenico Beccafumi. Eseguito verso il 1519, è conservato nella National Gallery di Londra.

## Descrizione
Soggetto dell'opera è Marzia, moglie di Catone Uticense, in seguito di Quinto Ortensio Ortalo e, alla morte di quest'ultimo, di nuovo di Catone.
Faceva parte, insieme a Tanaquil, di un gruppo di dipinti raffiguranti famose donne dell'antichità, eseguiti senza dubbio come parti di arredamento di una stanza. La data è indicativamente suggerita dallo stile dell'abbigliamento e dell'acconciatura della donna.